# 비키퍼 (1986년 영화)
《비키퍼》(O Melissokomos, The Beekeeper)는 이탈리아에서 제작된 테오도로스 앙겔로플로스 감독의 1986년 드라마 예술 영화이다. 디노스 일리오폴로스 등이 주연으로 출연하였고 테오 앙겔로풀로스 등이 제작에 참여하였다.
이 영화는 제43회 베니스 국제영화제에서 황금사자상에 지명되었다.

## 출연
- 디노스 일리오폴로스
- 마르첼로 마스트로야니
- 나디아 모로우지
- 세르주 레지아니
- 제니 로우세아